# Dana Velďáková

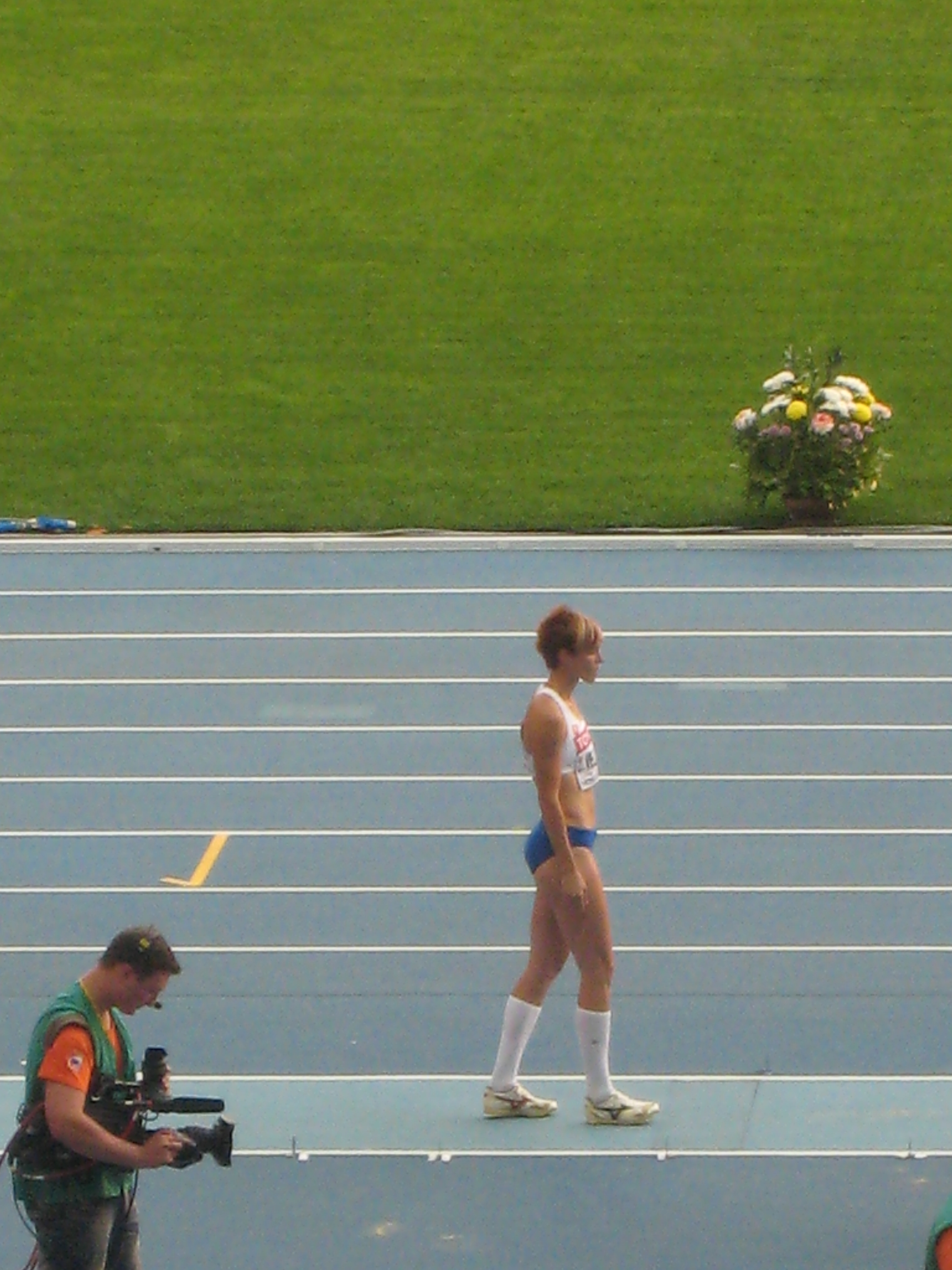
Dana Veldáková bei den Leichtathletik-Weltmeisterschaften 2013

Dana Velďáková (* 3. Juni 1981 in Rožňava) ist eine slowakische Leichtathletin, welche sich auf den Dreisprung spezialisiert hat.

## Karriere
Bereits im Jugendbereich konnte Dana Velďáková erste internationale Erfolge verbuchen. So gewann sie 1998 bei der einzigen Austragung der World Youth Games im Dreisprung mit einer Weite von 13,05 Metern die Bronzemedaille. Zwei Jahre später gewann sie ebenfalls in dieser Disziplin bei den Juniorenweltmeisterschaften 2000 mit einer Weite von 13,92 Metern die Bronzemedaille. Bei dieser Veranstaltung nahm sie zudem im Weitsprung teil und verpasste dort als Vierte mit einer Weite von 6,35 Metern eine weitere Medaille. Im Jahr 2002 durfte Dana Velďáková die Slowakei sowohl in der Halle als auch im Freien bei einer internationalen Großveranstaltung vertreten. In der Hallensaison ging sie bei den Halleneuropameisterschaften 2002 an den Start und schied dort im Dreisprung in der Qualifikation. Auch bei den Europameisterschaften 2002 schied sie bereits in der Dreisprung-Qualifikation aus dem Wettbewerb aus. Ihren ersten großen internationalen Erfolg konnte sie bei der Sommer-Universiade 2007 in Bangkok feiern, wo sie hinter der Ukrainerin Olha Saladucha mit einer Weite von 14,41 Metern die Silbermedaille gewann.
In die Olympiasaison 2008 startete Dana Velďáková mit einem Dreisprung-Wettbewerb im italienischen Pavia und sprang dort 14,51 Meter weit. Mit dieser Weite gewann sie nicht nur den Wettbewerb, sondern stellte auch den bis heute gültigen slowakischen Rekord im Dreisprung auf. In der Folge wurde sie vom Slovenský olympijský výbor für die Olympischen Sommerspiele 2008 nominiert. In der Dreisprung-Qualifikation gelang ihr aber kein gültiger Versuch, wodurch sie aus dem Wettbewerb ausschied. In der darauffolgenden Saison konnte sie bei den Halleneuropameisterschaften 2009 hinter der Russin Anastassija Walerjewna Taranowa-Potapowa und der Slowenin Marija Šestak die Silbermedaille im Dreisprung gewinnen. Zudem stellte sie mit der Weite von 14,40 den bis heute gültigen slowakischen Hallenrekord im Dreisprung auf. In der Freiluftsaison nahm sie an den Weltmeisterschaften 2009 teil und konnte dort im Dreisprung-Finale den Wettbewerb als Siebte beenden, was ihr bestes Resultat bei Weltmeisterschaften ist.
Ferner nahm Dana Velďáková an den Europameisterschaften 2012 teil und konnte im Dreisprung mit einer Weite von 14,24 Metern den fünften Platz belegen, was ihre beste Platzierung bei Europameisterschaften ist. In der Folge nahm sie auch an den Olympischen Sommerspielen 2012 teil und erreichte dort im Dreisprung das Finale. Dort gelang ihr nur eine Weite von 11,92 Meter und damit belegte sie nach der Disqualifikation von Wiktorija Wladimirowna Waljukewitsch aufgrund von Dopings den elften Platz. Vier Jahre später nahm sie zum dritten und letzten Mal an Olympischen Sommerspielen teil. Bei den Olympischen Sommerspielen 2016 schied sie bereits im Dreisprung in der Qualifikation aus. Im darauffolgenden Jahr hatte sie bei den Halleneuropameisterschaften 2017 ihren letzte Teilnahme bei einer internationalen Großveranstaltung für die Slowakei und schied dort in der Dreisprung-Qualifikation aus. Bevor sie nach der Saison 2019 ihre Leichtathletikkarriere beendete, nahm Dana Velďáková beim JBL Jump Fest in Košice an ihren letzten Wettbewerb in der Slowakei teil und belegte dort mit 12,86 Metern den zweiten Platz.

## Internationale Wettkämpfe
| Jahr | Veranstaltung                 | Austragungsort    | Ergebnis  | Disziplin  | Weite    |
| ---- | ----------------------------- | ----------------- | --------- | ---------- | -------- |
| 1998 | World Youth Games             | Moskau            | 03. Platz | Dreisprung | 13,05 m  |
| 1998 | Juniorenweltmeisterschaften   | Annecy            | 06. Platz | Dreisprung | 13,12 m  |
| 1999 | Junioreneuropameisterschaften | Riga              | 08. Platz | Dreisprung | 13,08 m  |
| 2000 | Juniorenweltmeisterschaften   | Santiago de Chile | 04. Platz | Weitsprung | 06,35 m  |
| 2000 | Juniorenweltmeisterschaften   | Santiago de Chile | 03. Platz | Dreisprung | 13,92 m  |
| 2001 | U23-Europameisterschaften     | Amsterdam         | 05. Platz | Dreisprung | 13,50 m  |
| 2002 | Halleneuropameisterschaften   | Wien              | a. i. Q.  | Dreisprung | 13,45 m  |
| 2002 | Europameisterschaften         | München           | a. i. Q.  | Dreisprung | 13,78 m  |
| 2003 | U23-Europameisterschaften     | Bydgoszcz         | 04. Platz | Dreisprung | 14,02 m  |
| 2003 | Sommer-Universiade            | Daegu             | 05. Platz | Dreisprung | 13,92 m  |
| 2005 | Halleneuropameisterschaften   | Madrid            | a. i. Q.  | Dreisprung | 13,69 m  |
| 2005 | Weltmeisterschaften           | Helsinki          | a. i. Q.  | Dreisprung | 13,84 m  |
| 2005 | Sommer-Universiade            | Izmir             | a. i. Q.  | Weitsprung | 06,37 m  |
| 2006 | Hallenweltmeisterschaften     | Moskau            | 08. Platz | Dreisprung | 13,76 m  |
| 2006 | Europameisterschaften         | Göteborg          | a. i. Q.  | Dreisprung | 11,44 m  |
| 2007 | Halleneuropameisterschaften   | Birmingham        | 06. Platz | Dreisprung | 14,13 m  |
| 2007 | Sommer-Universiade            | Bangkok           | 02. Platz | Dreisprung | 14,41 m  |
| 2007 | Weltmeisterschaften           | Osaka             | 10. Platz | Dreisprung | 14,09 m  |
| 2008 | Olympische Sommerspiele       | Peking            | a. i. Q.  | Dreisprung | o. g. V. |
| 2009 | Halleneuropameisterschaften   | Turin             | 03. Platz | Dreisprung | 14,40 m  |
| 2009 | Weltmeisterschaften           | Berlin            | 07. Platz | Dreisprung | 14,25 m  |
| 2010 | Hallenweltmeisterschaften     | Doha              | 05. Platz | Dreisprung | 14,18 m  |
| 2010 | Europameisterschaften         | Barcelona         | 07. Platz | Dreisprung | 14,16 m  |
| 2011 | Halleneuropameisterschaften   | Paris             | 03. Platz | Dreisprung | 14,39 m  |
| 2011 | Weltmeisterschaften           | Daegu             | 11. Platz | Dreisprung | 13,96 m  |
| 2012 | Hallenweltmeisterschaften     | Istanbul          | 08. Platz | Dreisprung | 13,97 m  |
| 2012 | Europameisterschaften         | Helsinki          | 05. Platz | Dreisprung | 14,24 m  |
| 2012 | Olympische Sommerspiele       | London            | 11. Platz | Dreisprung | 11,92 m  |
| 2013 | Halleneuropameisterschaften   | Göteborg          | a. i. Q.  | Dreisprung | 13,82 m  |
| 2013 | Weltmeisterschaften           | Moskau            | 11. Platz | Dreisprung | 13,84 m  |
| 2014 | Hallenweltmeisterschaften     | Sopot             | 08. Platz | Dreisprung | 13,75 m  |
| 2014 | Europameisterschaften         | Zürich            | 06. Platz | Dreisprung | 13,87 m  |
| 2015 | Halleneuropameisterschaften   | Prag              | a. i. Q.  | Dreisprung | 13,89 m  |
| 2015 | Weltmeisterschaften           | Peking            | a. i. Q.  | Dreisprung | 13,76 m  |
| 2016 | Europameisterschaften         | Amsterdam         | 11. Platz | Dreisprung | 13,74 m  |
| 2016 | Olympische Sommerspiele       | Rio de Janeiro    | a. i. Q.  | Dreisprung | 13,98 m  |
| 2017 | Halleneuropameisterschaften   | Belgrad           | a. i. Q.  | Dreisprung | 13,72 m  |

## Familiäres
Dana Velďáková ist die Zwillingsschwester der Weitspringerin Jana Velďáková.